# محطة سكة حديد راوانج

محطة سكة حديد راوانج هي محطة سكة حديد في مدينة راوانج، إقليم سلاغور، بماليزيا.

## وصلات خارجية
- KL MRT & KTM Komuter Integration

‌
1. ↑  وصلة مرجع: https://myrapid.com.my/wp-content/uploads/2021/04/20210219_Peta_Transit_Berintegrasi-_Lembah-Klang_V12_FA-1.pdf.